# Белая дача (усадьба, Минск)
Бе́лая да́ча — вилла в Минске по улице Казинца, 54 (микрорайон Курасовщина), памятник усадебно-парковой архитектуры неоклассицизма.

## История
Белая дача была построена во второй половине XIX века. Существует несколько версий возникновения усадьбы.
По одной из версий, усадьба принадлежала помещику Курасову, основавшему деревню Курасовщину, которая потом была присоединена к Минску. Но, поскольку помещик не упоминается ни в каких исторических документах, данная версия считается ошибочной. Более того, название деревни Курасовщина произошло от более раннего — Курашовщизна, которое, в свою очередь, произошло от имени Яна Кураша, одного из владельцев этих земель.

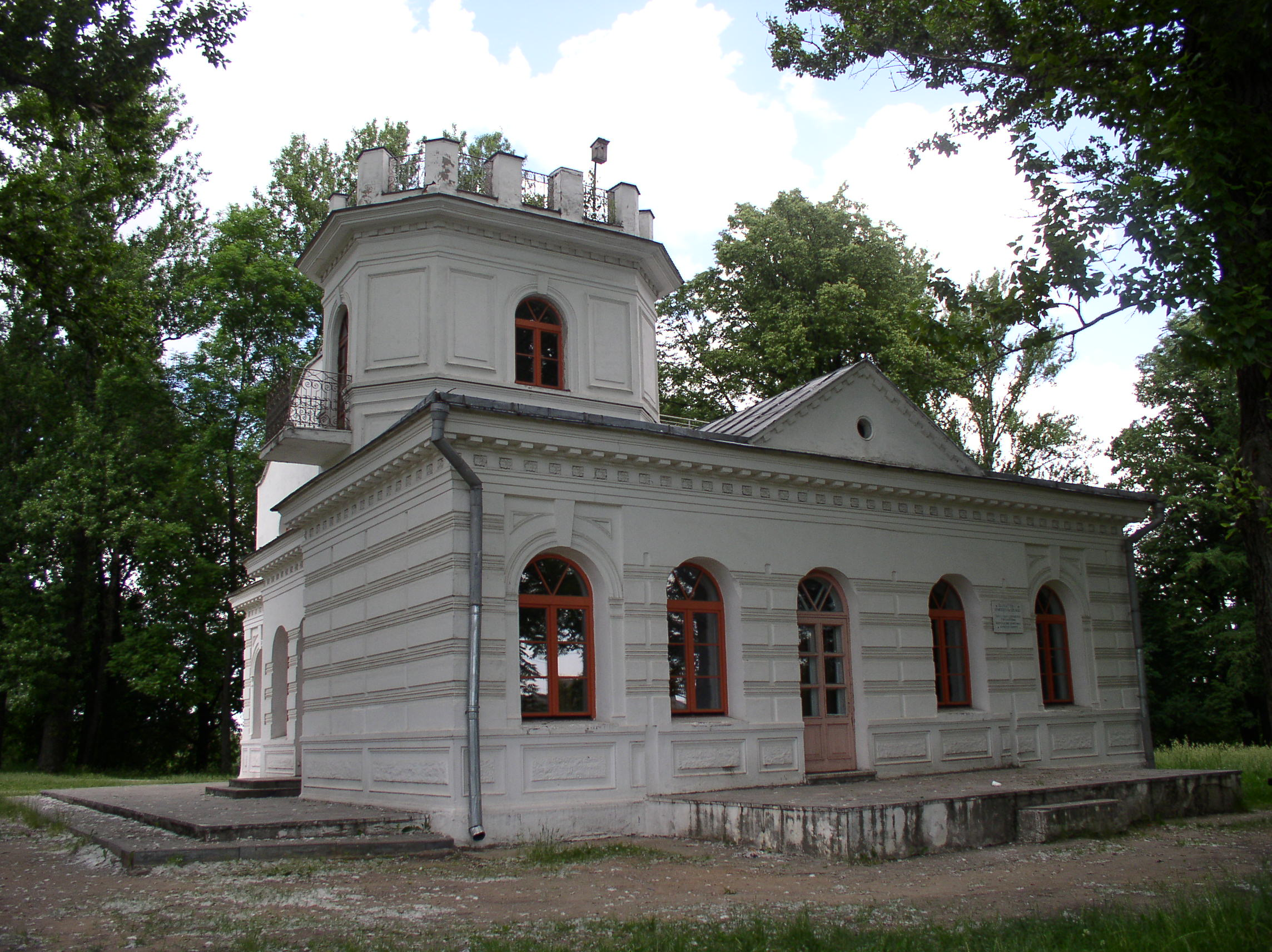

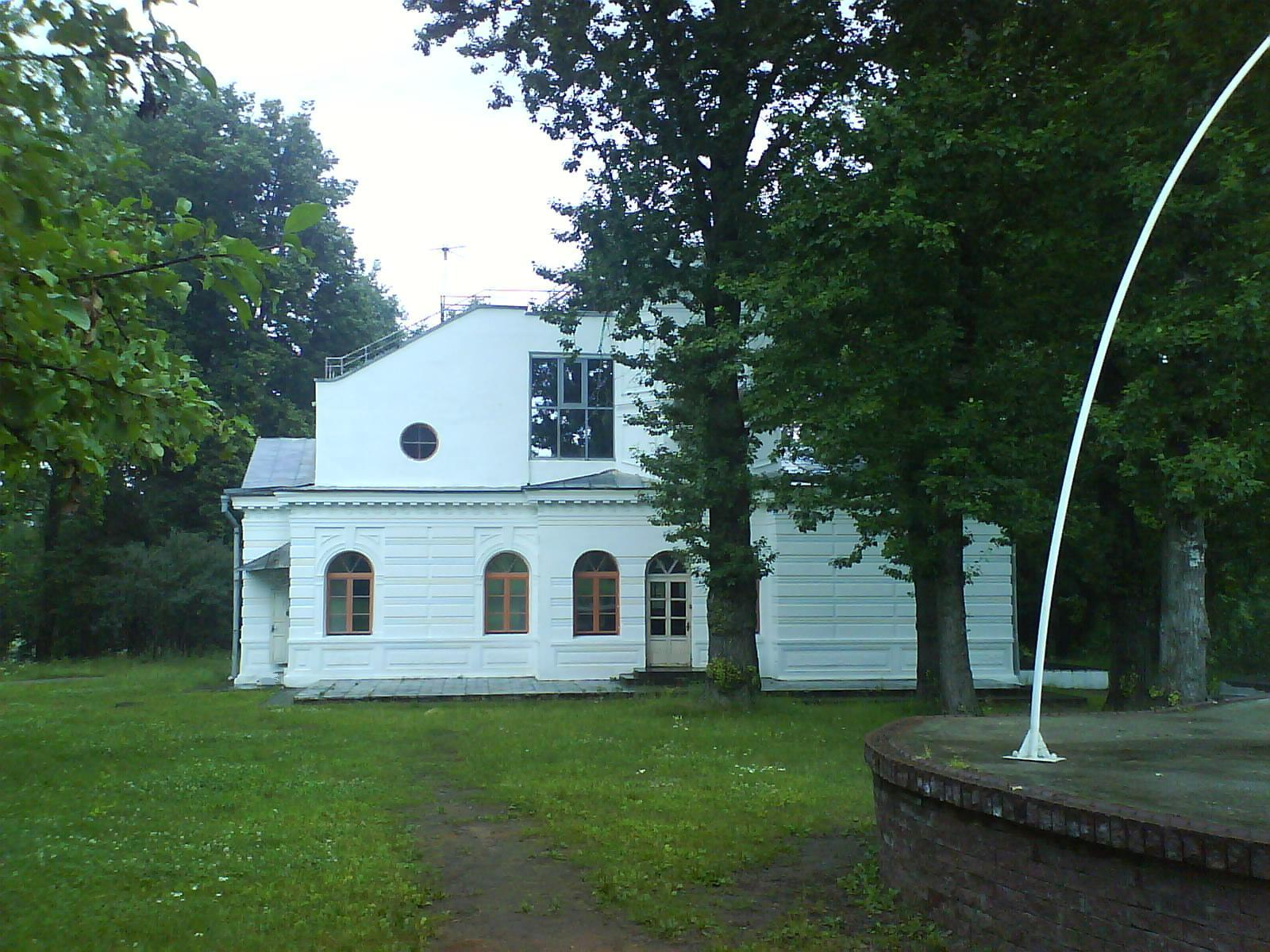

Согласно следующей, Белая Дача — загородный дом, возведённый во второй половине XIX века начальником Либаво-Роменской железной дороги Н. Е. Ададуровым. Она находилась рядом с деревней Курасовщина (в 1917-м в деревне насчитывались 11 дворов и 48 человек). Вокруг дачи постепенно образовалось небольшое поселение — Застенок Ададурова, в котором в начале XX века проживали 70 человек.
По третьей версии Белая дача появилась благодаря М. Рогову, кандидату естественных наук. Согласно инвентаризации недвижимого имущества Минска 1910 года, участок земли, на котором находится сейчас Белая дача, принадлежал Валентине Молодецкой. Во время Русско-японской войны в усадьбе был расположен освящённый госпиталь.
Впоследствии участок был куплен М. Роговым, и в конце 1912 — начале 1913 года на нём было построено каменное одноэтажное здание.
После революции здание было национализировано. Есть версия, что до Великой Отечественной войны Белая дача была резиденцией, где отдыхали представители руководства БССР. По другой версии, усадьба принадлежала экспериментальной базе «Курасовщина».
С мая и до середины июня 1947 года на Белой даче жил и работал выдающийся белорусский художник-пейзажист Бялыницкий-Бируля В. К.. Здесь он написал несколько десятков этюдов, которые стали основой цикла картин, посвященных Беларуси.
Есть сведения, не подтверждённые архивными источниками, что во время Великой Отечественной войны на территории Белой дачи располагался немецкий штаб. Точно известно, что после войны здание стало принадлежать НИИ почвоведения и агрохимии. В 1960-х годах на месте усадьбы располагался детский сад. В 1979—1980 гг. здание реставрировалось.
С 1990 года в здании размещался Центр белорусского фольклора. В настоящее время дальнейшая судьба Белой дачи пока не решена.

## Современность
В настоящее время около здания Белой дачи организовываются различные мероприятия по случаю государственных праздников. Рядом со зданием построена сцена.